# Sơn tra thông thường
Sơn tra thông thường (tên khoa học Crataegus monogyna) là loài thực vật có hoa trong họ Hoa hồng. Loài này được Jacq. mô tả khoa học đầu tiên năm 1775.

## Hình ảnh

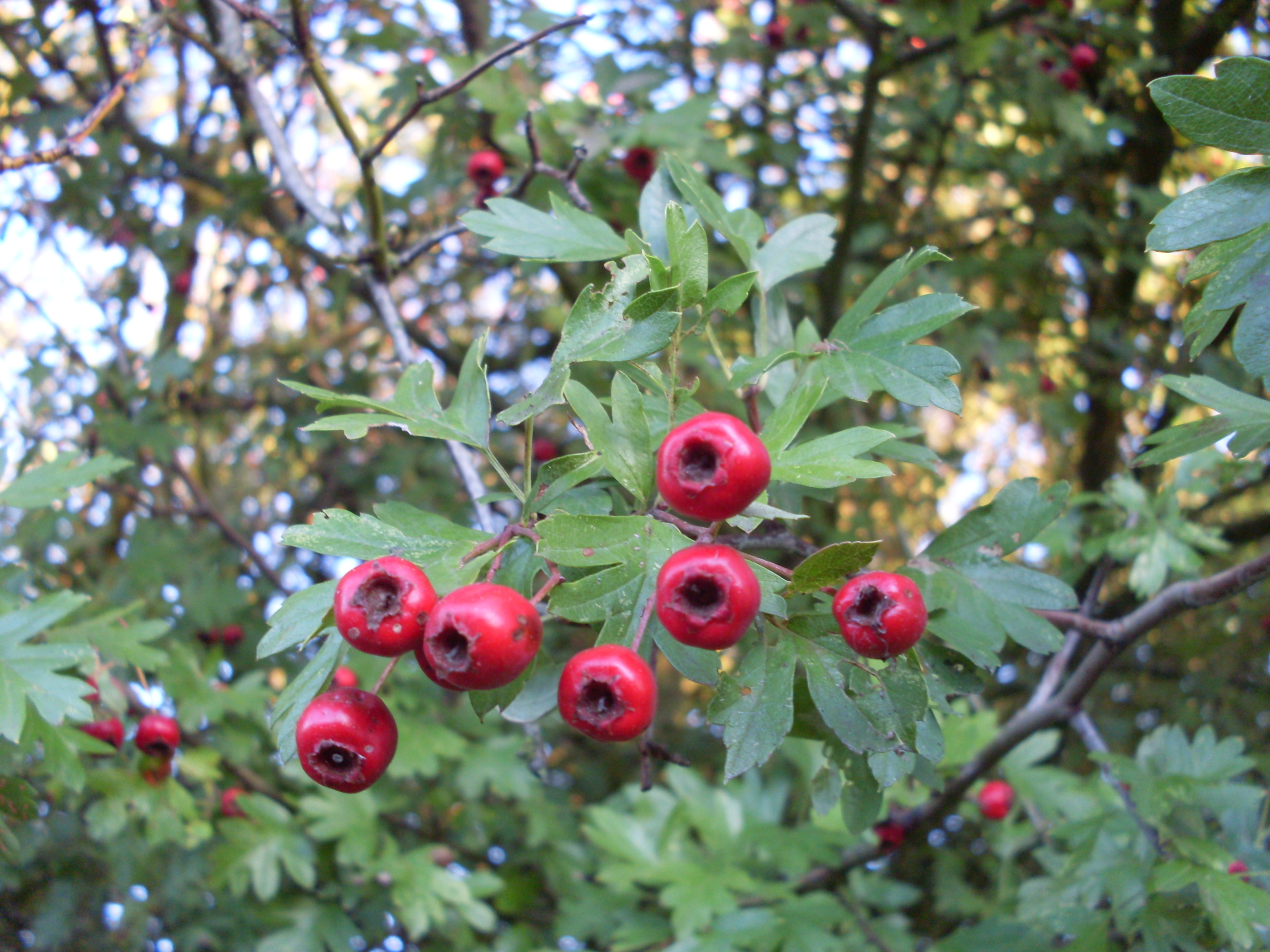
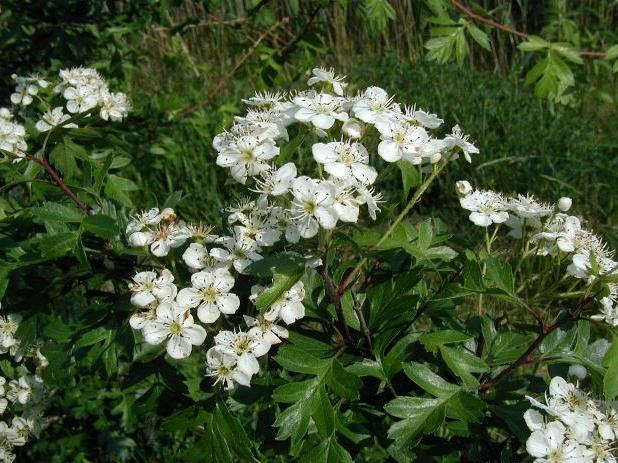
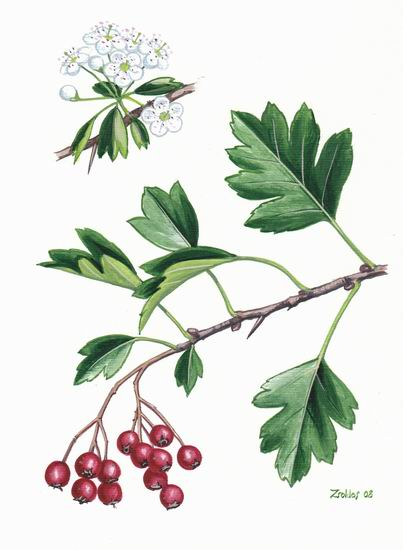
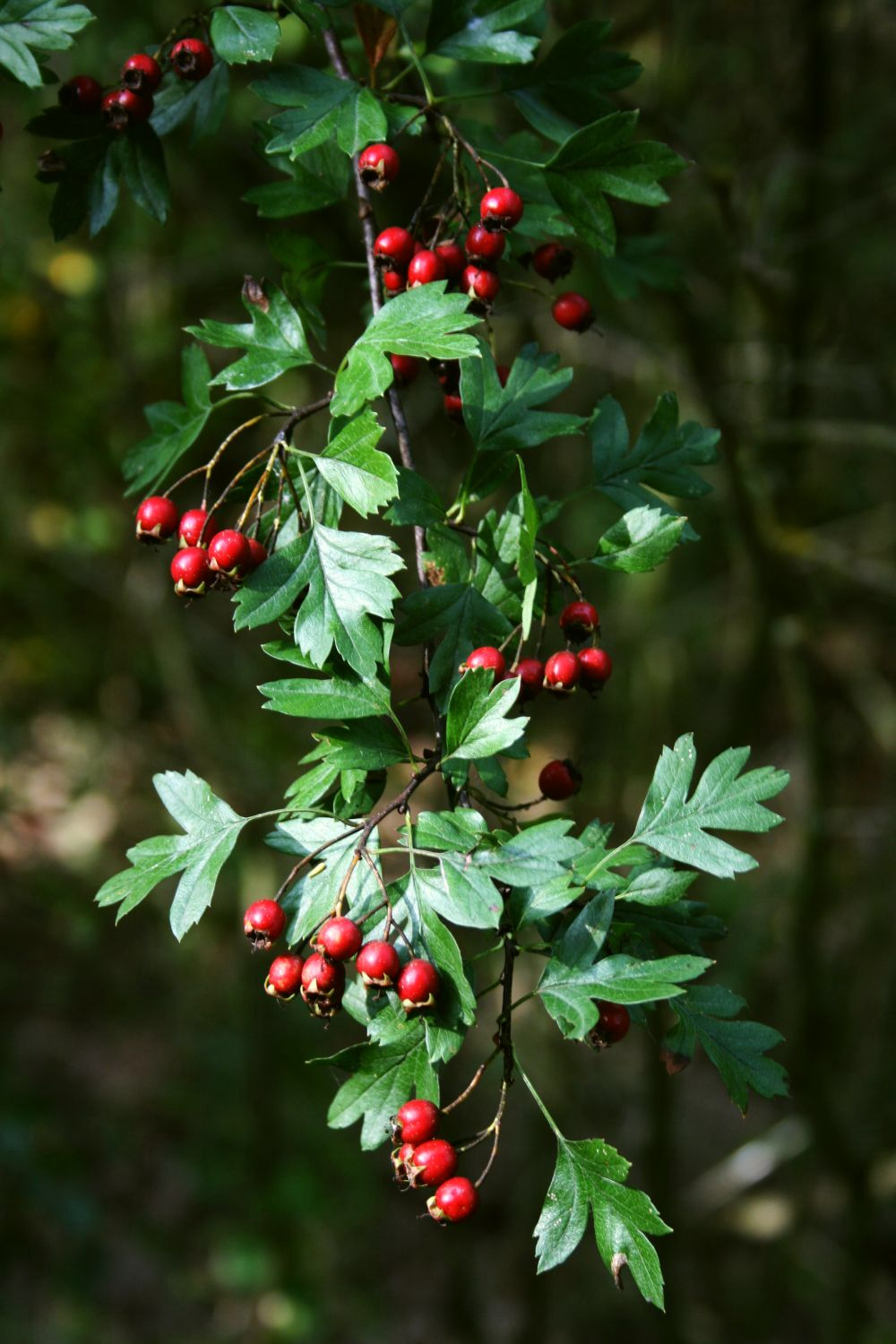
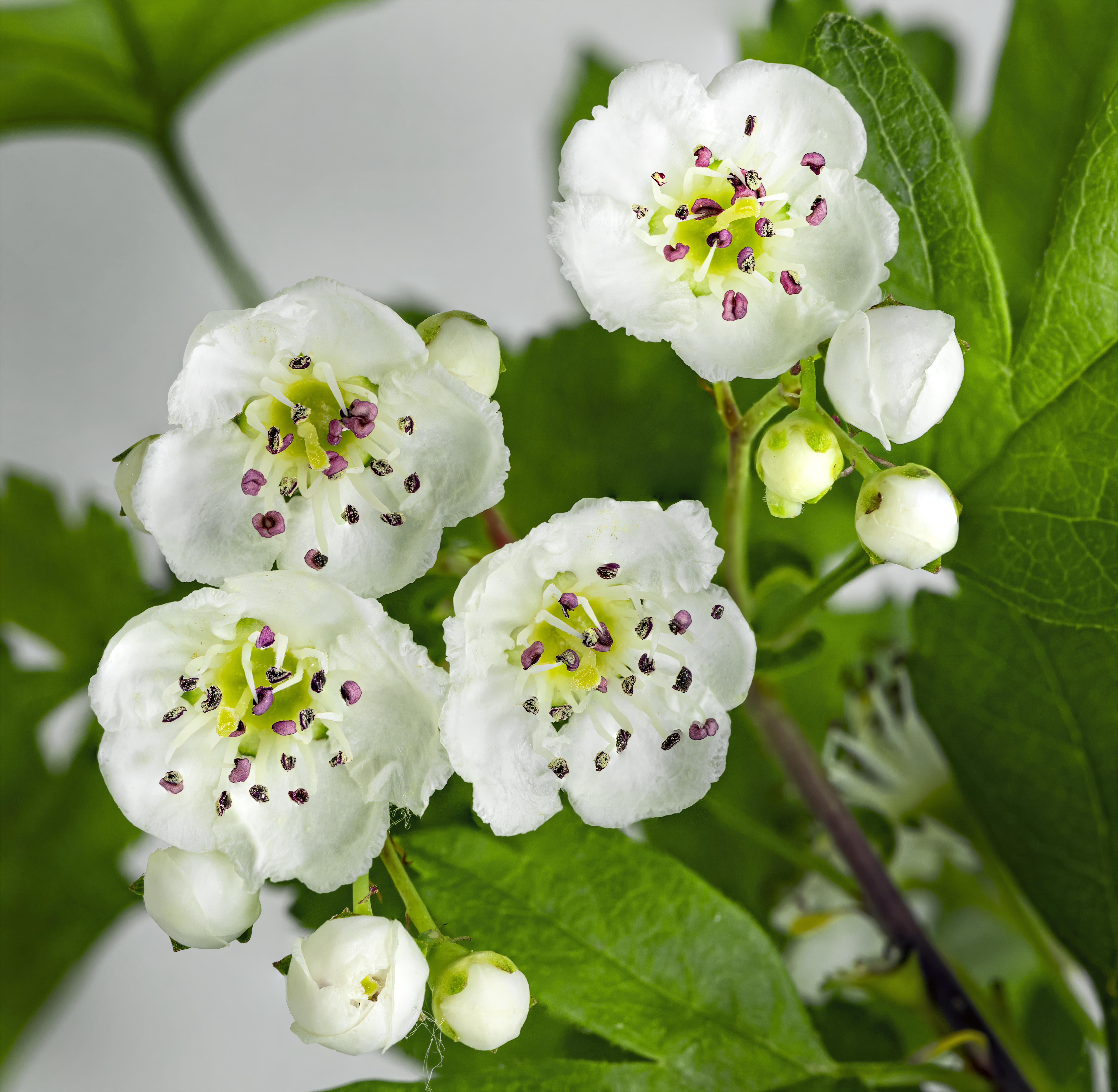
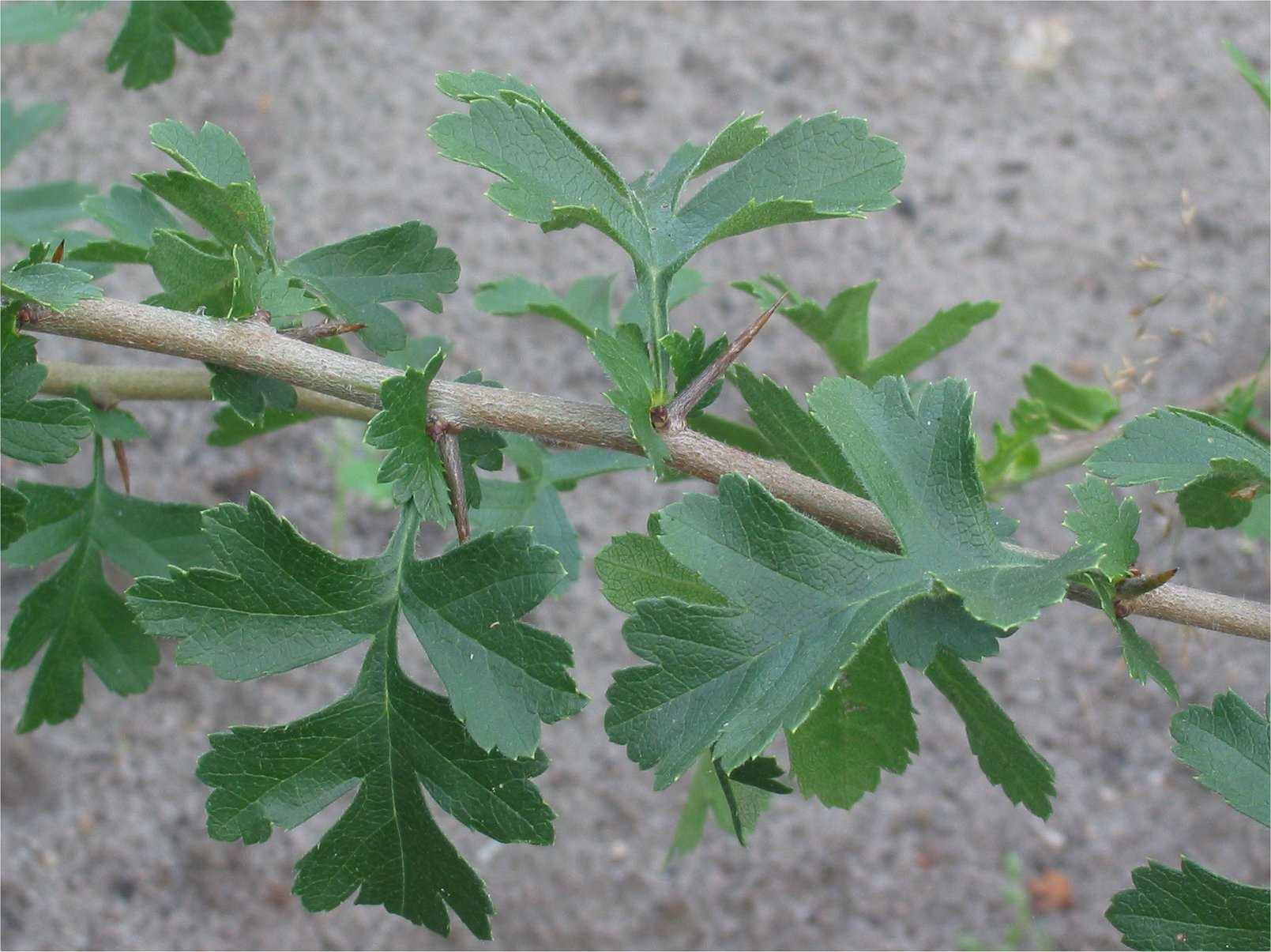
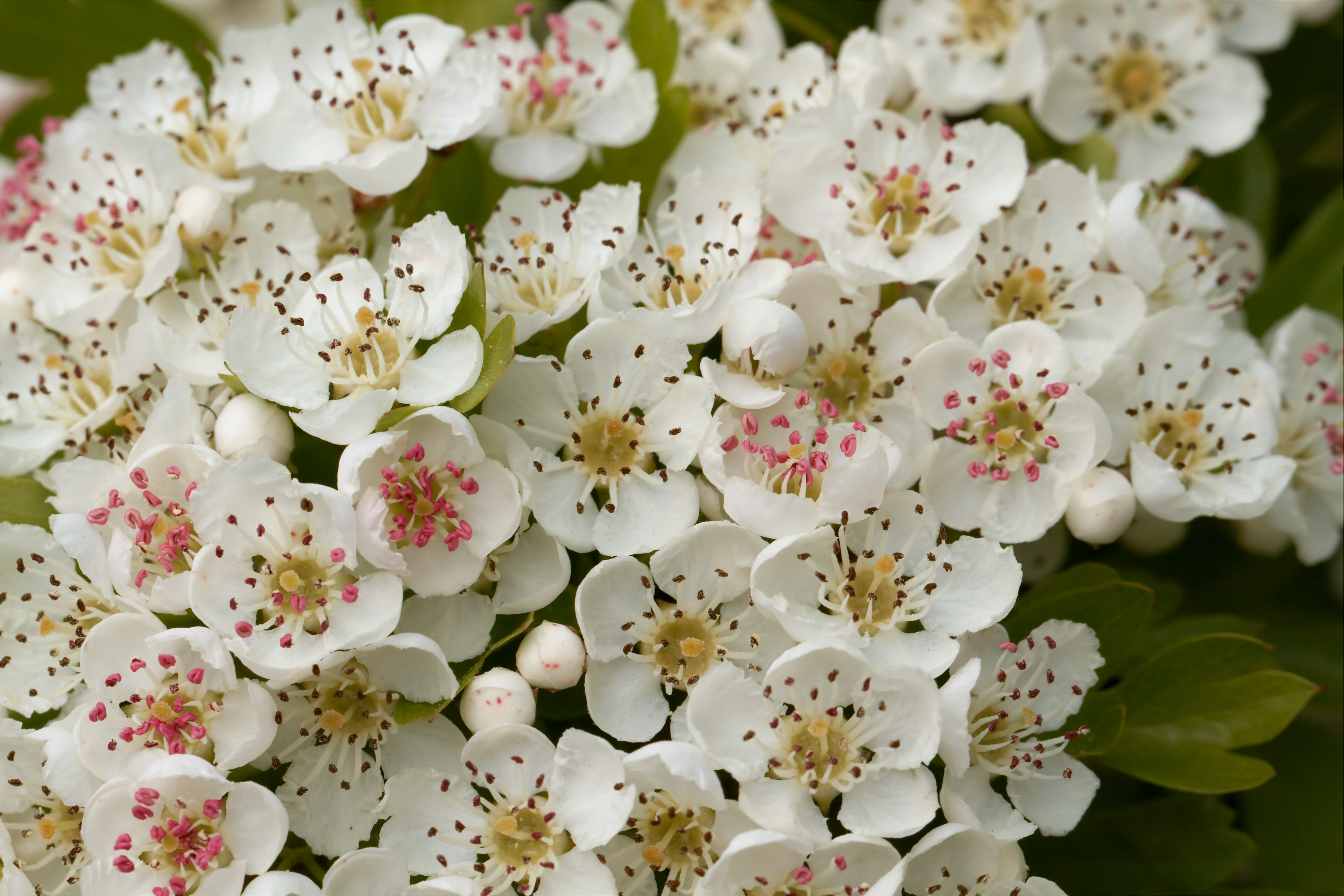
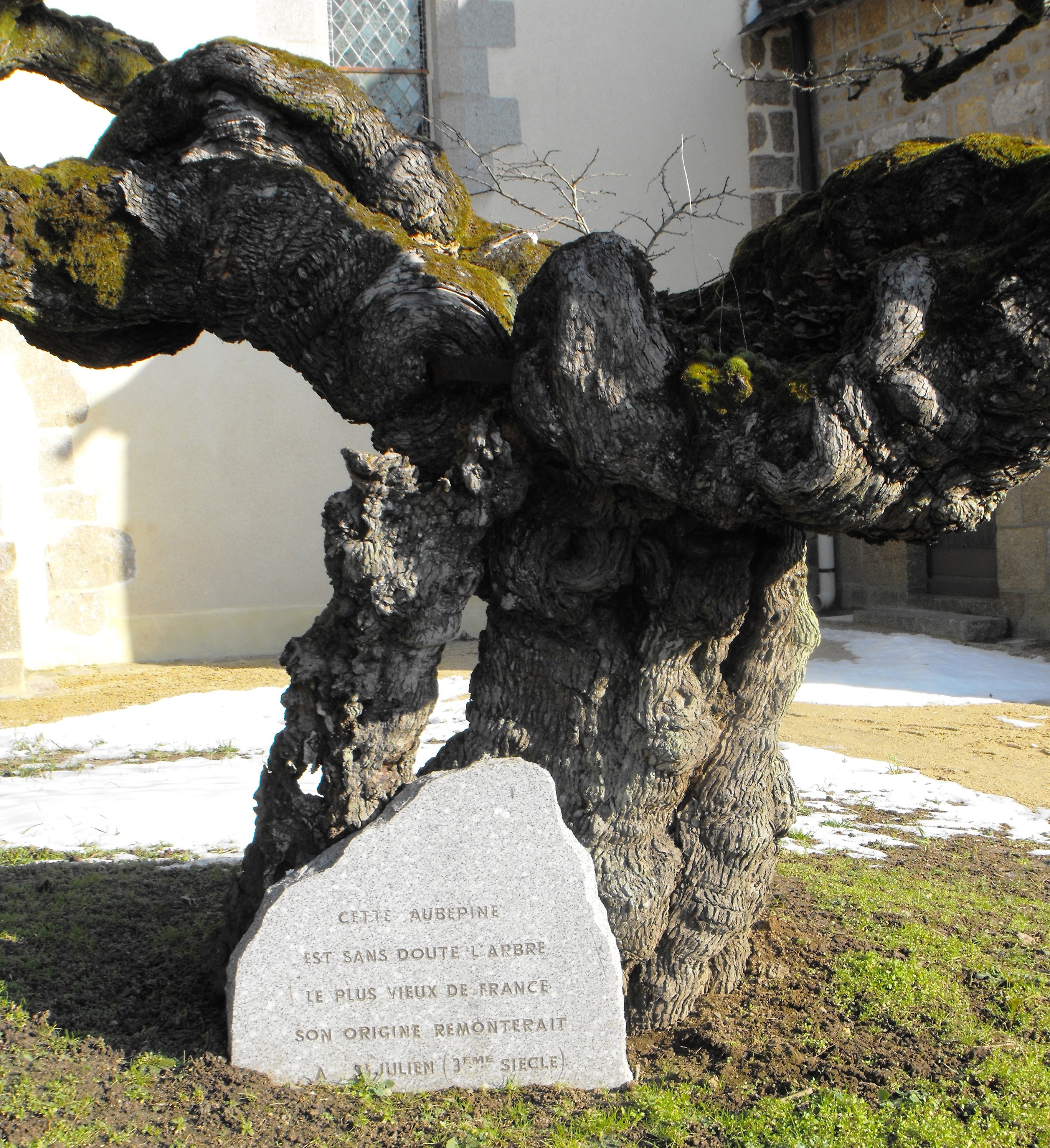
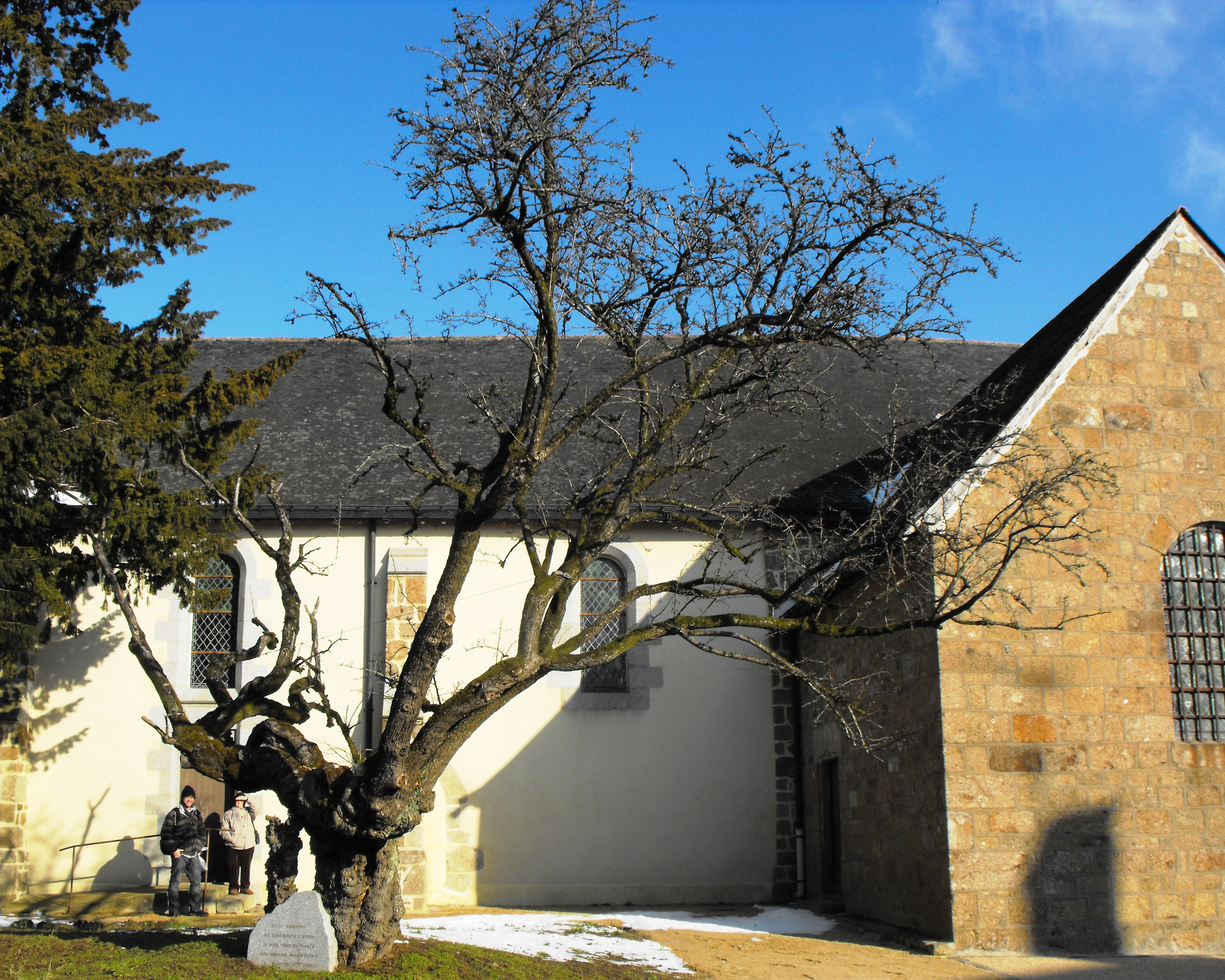
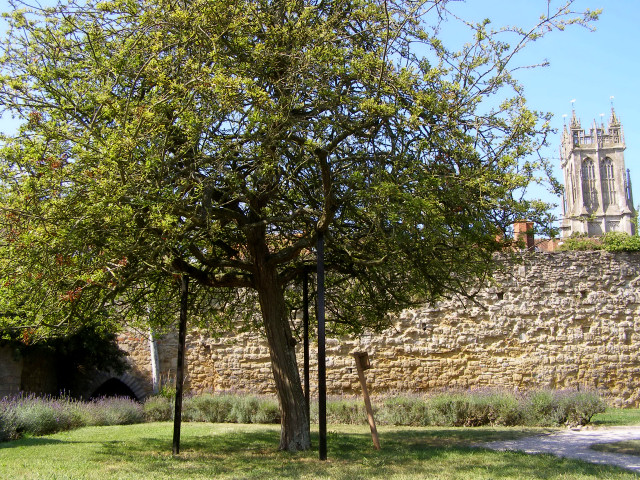
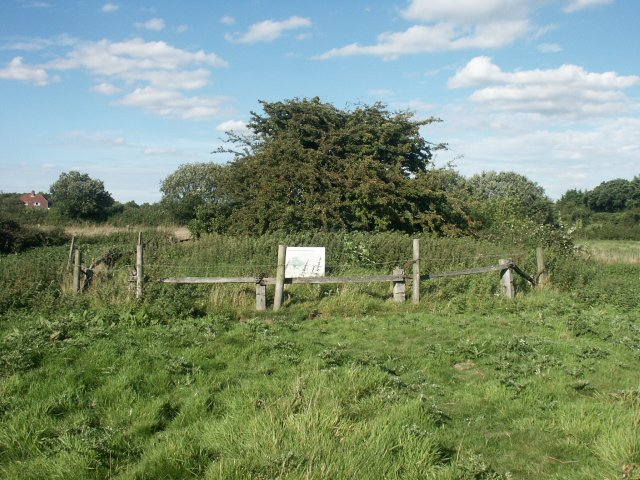
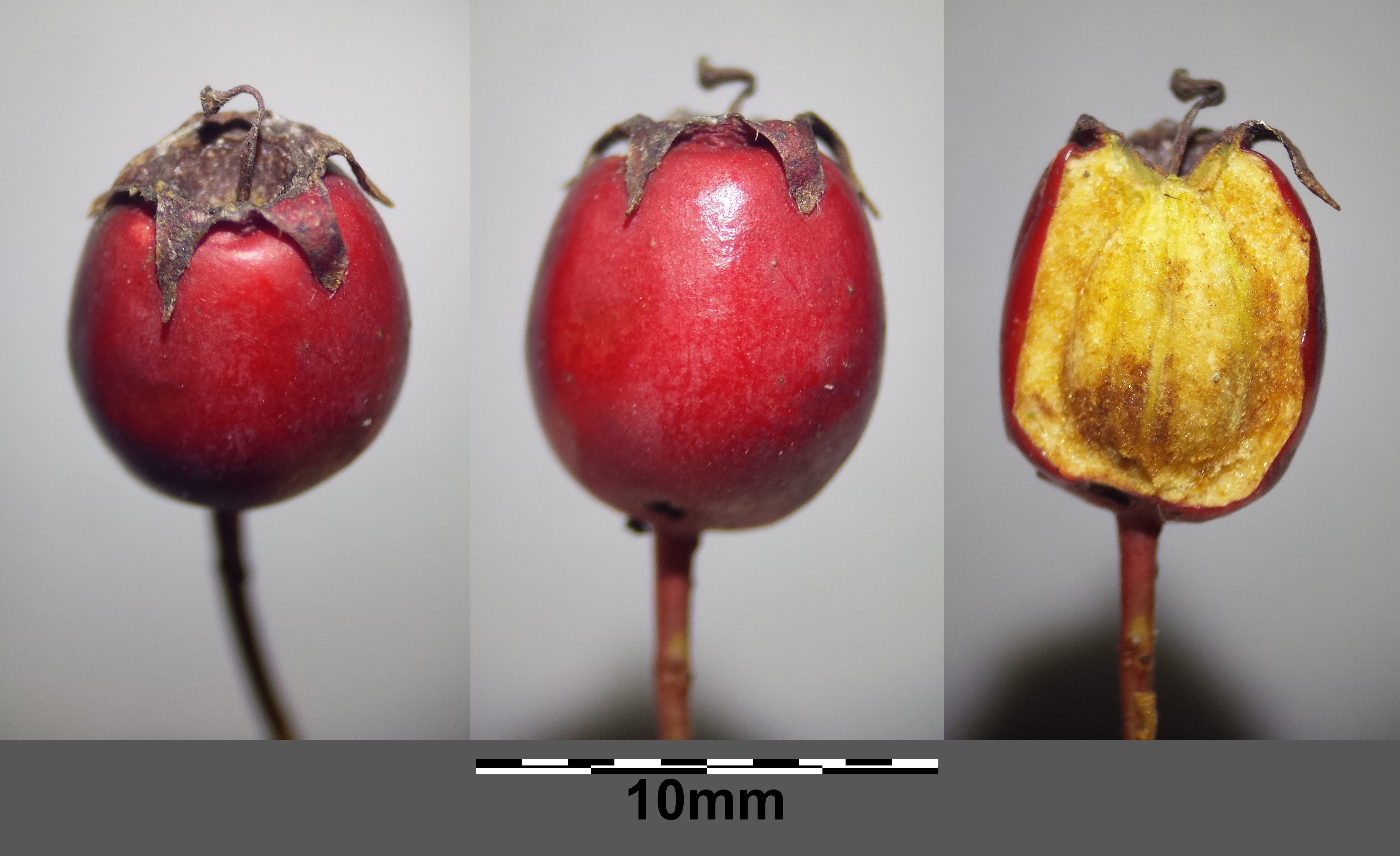